# Oktodecimala talsystemet
Oktodecimala talsystemet är ett talsystem med basen 18. Talsystemet är ett positionssystem med de 18 siffrorna 0–9 följt av A–H där A motsvarar 1010, B motsvarar 1110 och C motsvarar 1210 och så vidare (talföljdsregel +1 i basen 10 för varje bokstav). För att påvisa att ett tal är skrivet i oktodecimala talsystemet kan man ha sänkt 18 efter talet, till exempel: 1018 = 1810.

## Användning
18 är en cykel av långa mesoamerikanska kalendern, och där har oktodecimala talsystemet tillämpning.